# Чотчаев, Азамат Рамазанович
Азамат Рамазанович Чотчаев (род. 17 апреля 1995) — российский и бахрейнский дзюдоист и самбист, приёр игр исламской солидарности, мастер спорта России по дзюдо и самбо.

## Спортивная карьера
В марте 2014 года в Екатеринбурге, уступив в финале Алексею Давию из Москвы, стал серебряным призёром первенства России среди юниоров по дзюдо. 15 декабря 2014 года ему было присвоено звание мастер спорта России по дзюдо. В январе 2018 года в Кстово стал бронзовым призёром первенства России среди молодежи до 23 лет по самбо. 27 апреля 2018 года ему было присвоено звание мастер спорта России по самбо. В августе 2022 года стал бронзовым призёром Игр исламской солидарности в Турции.

## Спортивные результаты
- Первенство России по дзюдо среди юниоров 2014 — ;
- Первенство России по дзюдо среди юниоров 2015 — ;
- Первенство России по самбо среди молодёжи (до 23 лет) 2017 — 5;
- Первенство России по самбо среди молодёжи (до 23 лет) 2018 — ;
- Игры исламской солидарности 2021 (дзюдо) — ;
- Чемпионат Азии и Океании по самбо 2025 — ;